# دنیل ماسی (بازیگر)
دنیل ماسی (انگلیسی: Daniel Massey؛ ۱۰ اکتبر ۱۹۳۳ – ۲۵ مارس ۱۹۹۸) هنرپیشه اهل بریتانیا بود.
از فیلم‌هایی که وی در آن نقش داشته است، می‌توان به فرار به‌سوی پیروزی، جایی که خدمت می‌کنیم، نزدیکی صمیمانه، رسوایی و ماری، ملکه اسکاتلند اشاره کرد.